# Famille de Nays
Cette page explique l’histoire ou répertorie les différents membres de la famille Nays.
La famille de Nays est une famille de la noblesse française, originaire du Béarn. Cette famille compte deux branches distinctes : la branche de Nays-Candau et la branche de Nays-Labassère.

## Origines
La filiation de la famille de Nays est suivie et régulière depuis Me Audribert de Neys, seigneur de Cassaet et notaire à Montaner, en Navarre, en 1521 et 1522, que l'on dit frère de Fortaner de Nays, jurât de la ville de Pau, syndic général de Béarn (1494-1504), puis juge civil et criminel de Béarn.
Les titres authentiques de baronnie en 1652 et marquisat en 1718 ont été érigés par lettres patentes.
Si la branche dite de Nays-Candau (descendante du titre de Nays-Candau) s'est éteinte en juin 1912, à la suite de la mort d'Alexandre Marie de Nays, marquis de Candau, en revanche, la branche dite de Nays-Labassère existe toujours en 2018. À noter que pour la branche de Nays-Candau, la descendance de son gendre, Pierre Raymond Charles Joly de Sailly, porte le patronyme « Joly de Sailly de Naÿs-Candau ».

## Première branche: descendance de Neys, puis de Nays, puis de Nays-Labassère
- I. Andribet ou Audribert de Neys, notaire à Montaner, en Navarre, en 1521 et 1522.
  - II. Raymond de Neys  de Lucgarrier, épouse Gabrielle d'Argelos. Il est qualifié noble dans un acte de partage du 5 novembre 1559.
    - Jean de Neys, capitaine du château de Coarraze, x avec Anne de Bray, dite de Vie, demoiselle d'honneur de la reine Jeanne d'Albret, dont il eut cinq filles ; puis x2 à Catherine de Maure, dont trois autres filles.
    - III. Samson de Neys ou de Nays, seigneur de Castaing, de Lucgarrier, capitaine de cavalerie et commandant du château de Montaner (1551) x1, avec Catherine de Navailles (sans postérité) puis x2, à Isabeau de Narcastet, dont huit enfants ; enfin x3, 8 mai 1614, Catherine de Laborde (sans postérité).
      - Jean, seigneur de Castera, capitaine et gouverneur du château de Montaner, après son père, marié le 26 mars 1585 à Esther de Gandau, dont postérité éteinte dans ses petits-enfants.
      - IV. Paul de Nays, seigneur de Doat, Nousty, Labassère…, capitaine et gouverneur du château de Montaner (18 juin 1612), épouse par contrat du 30 janvier 1614, Esther de Labaig, fille de Guitard, seigneur de Bernadets, et de Jeanne de Laborde, dont neuf enfants.
        - V. Théophile de Nays, seigneur de Doat, Nousty, Labassère, etc., capitaine, épouse par contrat du 27 avril 1642, Suzanne de, fille de Bernard, sgr de Sonmoulon, et de Françoise de Salettes.
          - Bernard, 1er baron de Labassère, maintenu dans sa noblesse avec ses frères par d'Aguesseau, intendant, le 14 mars 1671 ; il avait obtenu par lettres patentes de mai 1664 l'érection en baronnie des seigneuries de Labassère et autres, et avait épousé le 20 avril 1667 Esther du Pont, dont il n'eut pas de postérité.
          - Samson, seigneur de Nousty, lieutenant au gouvernement de Navarre (1674), marié le 17 mai 1681 à Suzanne de Lalanne, dont quatre filles.
          - VI. Pierre de Nays, 2ème baron de Labassère, seigneur de Gailhès, capitaine et gouverneur du château de Morlaas, né le 6 février 1651, mort à Labassère le 24 août 1713 ; il épouse en 1697 Catherine de Belloc, dont un seul fils.
            - VII. Jérôme de Nays, 3ème baron de Labassère, né à Labassère en août 1699, épouse par contrat du 10 octobre 1730, Marie-Claire de Brunet.
              - VIII. Samuel-Ignace de Nays, 4ème baron de Nays-Labassère, maire de Montaner (1774), né en 1731, épouse par contrat du 9 janvier 1755, Jeanne Carde.
                - IX. Jean, 5ème baron de Nays épouse Marguerite Casenave, dont un fils, qui suit, et Élisabeth, mariée à Bernard Faur de Laborde.
                  - X. Ignace, 6ème baron de Nays, épouse le 27 avril 1835 Jeanne Laurence.
                    - XI. Henri Jean, 7ème baron de Nays, né le 8 août 1842 et mort en 1901, marié à Alexandrine Dumestre d'Abbadie (1841-1930); trois enfants : Paul, Elisabeth et Marie.
                      - XII. Paul, Jean, Martin de Nays-Labassère, 8ème baron de Nays, né le 11 novembre 1874 et mort le 22 novembre 1960 et marié avec Lucie, Jeanne, Marie, Marcelline Laurence,
                        - Marie-Thérèse de Nays-Labassère, épouse du colonel Jacques Taillefer
                        - Clotilde de Nays-Labassère épouse du comte Bernard de Masin
                        - Jeanne de Nays-Labassère épouse de Gilles Aufort
                        - Magdeleine de Nays-Labassère, sans descendance
                        - Elisabeth de Nays-Labassère, religieuse
                        - XIII. Jean, Henri, Léopold, Pierre, Sévère de Nays-Labassère, 9ème baron de Nays qui épousa Simone Puyau (1932-2007) dont il eut deux enfants, Philippe et Olivier.
                          - XIV. Philippe de Nays-Labassère, 10ème baron de Nays, né en 1966 et mort en 2003. Marié avec Hélène Laban dit Bastia (1964), union qui donna naissance à deux enfants, Lisa et Nathan
                            - XV. Nathan de Nays-Labassère, 11ème baron de Nays, né en 1997
                            - Lisa de Nays-Labassère née en 1994

                          - Olivier de Nays-Labassère

    - IIIbis. Bernard, à l'origine de la branche des seigneurs de Candau ci-dessous.

## Deuxième branche: seigneurs de Candau
- III bis. Bernard de Nays, seigneur de Candau, de Castetis, de Placiis, de Baleuson, de Bellegarde et de Laneplaa, épouse par contrat du 5 mars 1579, Anne de La Salle de Candau, fille aînée et héritière de François de La Salle, seigneur de Candau et de Germaine de Saint-Abit.
  - IV. Jean de Nays, seigneur de Candau, de Placiis, de Bellegarde, etc., épousa, par contrat du 16 août 1609, Thabita de Lamarque, fille de Guillaume, et de Claude de Perron.
    - V. Henry de Nays, baron de Candau, mousquetaire du roi, capitaine au régiment des gardés, obtint l'érection, des terres et seigneuries de Candau, de Placiis et de Bellegarde en baronnie sous le nom de Candau, par lettres patentes de 1652. Il avait épousé le 13 juin 1632 Jeanne de Labaïg, fille de Jean, sgr de Bernadets et, de Catherine de Béarn.
      - VI. Jean de Nays, baron de Candau, conseiller au parlement de Navarre, épousa en 1659 Justine de Miossens-Vauzé, fille de Jean-Paul, baron de Vauzé, syndic général de Béarn.
        - VII. Jean-Paul de Nays, marquis de Caudau, baron de Yauzé, seigneur de Castetis, Bellegarde, etc., avocat en la cour, puis conseiller du roi au parlement de Navarre (3 septembre 1688), obtint l'érection de la baronnie de Candau et autres seigneuries en marquisat, par lettres patentes de mai 1718. Il épousa, par contrat à Orthez du 13 mai 1685, Marie de Roaries, née vers 1660 et morte au château de Candau (à Castétis) le 6 janvier 1740, fille d'André, juge au sénéchal d'Orthez, et de Jeanne de Brosser. Né vers 1659, il mourut au château de Candau le 19 mars 1726, laissant onze enfants.
          - VIII. Jean-Alexandre de Nays, marquis de Candau, baron de Tauzé, seigneur de Lasalle, de Friquet, etc., conseiller du Roi en la cour du Parlement de Navarre, né à Orthez le 17 novembre 1692 et mort à Castétis (Pyrénées-Atlantiques) le 3 novembre 1767. Il épousa à Bayonne le 2 août 1732 Marie-Elisabeth de Forsans, fille de Bertrand, et de Marie de Monho.
            - IX. Jean Baptiste Bertrand de Nays, marquis de Candau, né à Bayonne le 29 août 1746 et mort à Orthez le 22 décembre 1803, commandant de la garde nationale (1797), lieutenant des maréchaux de France, ancien capitaine d'infanterie. Il épousa Marie Thérèze de Poumies (1760-1846), fille de Pierre de Poumies et de Marguerite de Badière
              - X. Hippolyte Léonard de Nays, marquis de Candau, né à Orthez le 6 septembre 1799, mort au château de Castétis le 1er février 1885. Il épousa  sa cousine (voir ci-dessous) Rénée Raymonde Amélie Adèle de Nays Candau (1799-1888).
                - XI. Alexandre Marie de Nays, marquis de Candau, né le 20 juillet 1834 à Castetis et mort le 16 juin 1912 à Castetis. Il épousa Anne Louisa Xaviérine de Perpigna (1837-1915), fille de Joseph Raymond Arthur de Perpigna et de Marie Gabrielle Alexandrine Pratferré de Mau
                  - Gabrielle Hippolyte Henriette de Nays Candau, née le 25 janvier 1861 à Le Houga (Gers) et morte le 15 juin 1940 au château de Candau à Castétis. Elle épousa à Castétis le 9 décembre 1890, Pierre Raymond Charles Joly de Sailly, né à Fontainebleau le 14 septembre 1843 et mort à Paris 16e le 8 janvier 1926. Raymond avait épousé  en premières noces Henriette Manjot de Champfleur : de cette union est né Pierre Joly de Sailly le 26 mars 1884, capitaine de frégate, ancien élève de l'École navale (promotion 1901), mort à Grasse le 10 décembre 1937.
                    - Alexandre Bernard Joly de Sailly, né à San Sebastian le 4 septembre 1891 et mort à Paris le 9 février 1975. Il épouse  à Paris 7e le 2 janvier 1920 Simone Arrault, née à Montbazon le 10 décembre 1889, fille de Charles Arrault et de Marthe Latouche.
                      - Philippe, comte Joly de Sailly de Naÿs-Candau x Henriette Chavent
                        - Xavier, comte Joly de Sailly de Naÿs-Candau x Edith Cilia
                        - Chantal Sailly de Naÿs-Candau x Jean-Claude Martin
                        - Anne Sailly de Naÿs-Candau (1964) x Gérard Campos

                      - Hervé, comte Joly de Sailly de Naÿs-Candau x Claude Fleurquin ; et x2 Anne Larrive
                      - Olivier, comte Joly de Sailly de Naÿs-Candau x Colette Kornprobst

            - Bertrand de Nays Candau, épouse Françoise Renée Casamajor de Charitte (née en 1741), fille de Jean Vincent Casamajor de Charitte et de Marie Louise Charette de la Colinière
              - Jean Alexandre Louis François de Nays Candau, né à Orthez le 31 juillet 1765, mort le 2 janvier 1839 à Castétis, conseiller général du canton de Lembeye, député des Basses-Pyrénées du 8 mars 1821 au 24 décembre 1823 et du 6 mars 1824 au 5 novembre 1827[1]. Il épousa Émilie Angélique de Perpigna, fille de Philippe de Perpigna (1740-1798) et d'Angélique de Perpigna (1746-1796)
                - Rénée Raymonde Amélie Adèle de Nays Candau (1799-1888) épouse son cousin Hippolyte Léonard de Nays, marquis de Candau (voir ci-dessus).

          - VIIIbis. Pierre-Alexandre de Nays Candau, auteur de la troisième branche décrite ci-dessous.

## Troisième branche
- VIIIbis. Pierre-Alexandre  de Nays Candau, né à Orthez le 9 mai 1699, mort à Lucarré le 13 janvier 1773, Capitaine et premier factionnaire au Régiment de Navarre. Il épousa Marie Louise Jeanne de Noquez, née à Pau le 3 septembre 1736 et morte à Pau le 3 avril 1794, fille de Jean Armand de Noguez, chevalier, baron de Gerderest, seigneur de Monassut, Saint-Laurent, Audirac… et de Jeanne Thérèse de Débat.
  - Henriette de Nays-Candau  épouse Louis-Henry de Lalanne
  - IX. Jean-Alexandre de Nays Candau, conseiller au parlement de Navarre, inspecteur d'Académie à Pau (1815), né au château de Lucarré (Pyrénées-Atlantiques) le 16 décembre 1763, mort à Pau le 22 février 1820. Il épousa en 1790 Caroline Marie Louise Victoire de Duplaa, née à Pau et morte à Pau le 5 juin 1843, veuve en premier mariage de Pierre de Bayart, conseiller au parlement de Navarre, et fille de Martin-Simon de Duplaa, chevalier, président au parlement de Navarre, et de Marie-Louise de Charritte.
    - X. Louis Marie de Nays Candau, dit « le vicomte de Nays Candau », garde du corps (1815), capitaine de dragons, lieutenant de cavalerie, sous-préfet (1825-30), né à Vittoria (Espagne) le 24 mars 1794, mort à Pau le 3 juillet 1864. Il est nommé chevalier de l'ordre royal de la Légion d'honneur le 21 novembre 1814[2]. Il épousa à Paris le 20 juillet 1818 Delphine Pierrette Charlotte Thérèse Elisabeth Jacquot d'Audelarre, (1797-av 1864), fille de Jean-Louis-Aynard, marquis d'Andelarre, et de Catherine de Richardi. Delphine Jacquot d'Audelarre, dite « la vicomtesse de Nays Candau » était à Paris, une amie proche de la reine de France. Elle fut à l'origine du vol gigantesque du cabinet des médailles de la Bibliothèque royale.
      - XI. Armand Agénor Alexandre Ferdinand de Nays Candau, né à Tarbes le 18 août 1821 et mort à Pau le 15 décembre 1897, propriétaire rentier, maire de la commune d'Escous[3]. Il épousa à Monein (Pyrénées-Atlantiques) le 13 mars 1849 Frédérique Ernestine Seeger, née le 3 février 1830 à Francfort-sur-le-Main et morte à Pau le 8 avril 1884, fille de Karl Ernst August Auguste, consul général d'Allemagne, et de Catherine Élisabeth Wilhelmine Rosine Hooch/Hauck (1805-1833).
        - XII. Pierre Louis Auguste Fernand de Nays Candau, né le 29 juin 1850 et mort le 27 juillet 1913. Il entre dans  l'artillerie de marine le 10 août 1866, sous-lieutenant le 10 août 1870, lieutenant en second le 10 août 1872, en premier le 30 juillet 1873, capitaine en second le 8 avril 1876, en premier le 18 mars 1879. Au 1er janvier 1881, aide de camp du  vice-amiral François Hippolyte Allemand, préfet maritime du 1er arrondissement à Cherbourg. Colonel d'artillerie de marine (15 avril 1899), général de brigade d'artillerie coloniale (8 juillet 1904). Il est nommé chevalier de l'ordre de la Légion d'honneur le 3 mai 1889, promu officier le 30 décembre 1900 et commandeur le 30 décembre 1909[4]. Au 1er janvier 1886, en résidence à Tahiti, chef du service de l'artillerie et des travaux militaires auprès du gouverneur Marie Nicolas Morau, commissaire de la Marine hors-cadre. Il a épousé le 17 mars 1890 à Bordeaux Marie Antoinette Isabelle Lise de Morgan[5].
        - Eugénie Madeleine Fanny Dorah de Nays Candau épouse à Pau le  8 octobre 1885 Antoine Henry Marcelin Gustave de Beauquesne (1842-1924), colonel, officier de l'ordre national de la Légion d'honneur.
          - Antoinette Marie Louise, dite « Lili » de Beauquesne épouse à Pau le 9 octobre 1910 Pierre Bouvery → descendance

        - Élise Marie Caroline de Nays Candau, née à Pau le 16 août 1852. Le 19 juin 1873 à Toulouse, elle épouse Frantz-Ernest-Alexis, vicomte Toussaint, né à Ban St Martin (Moselle) le 11 août 1848, lieutenant-colonel d'infanterie.
          - Franz Ernest Henri Toussaint, né à Toulouse le 2 octobre 1879 et mort à Saint-Jean-de-Luz le 5 décembre 1955. Il fut écrivain et orientaliste français, scénariste et musicien, auteur de nombreuses traductions de l'arabe, du persan, du sanskrit et du japonais. Il épouse à Paris 16e le 6 mars 1914 Emma Marguerite Miller (divorce) puis en secondes noces à Paris 2e le 7 juillet 1925 Adélaïde Etelka Bragiotti.

## Pour approfondir